# Leichtathletik-Weltmeisterschaften 2022/Teilnehmer (Ungarn)
| Gelbes Symbol für Goldmedaillen mit stilisierten Olympischen Ringen | Graues Symbol für Silbermedaillen mit stilisierten Olympischen Ringen | Braundes Symbol für Bronzemedaillen mit stilisierten Olympischen Ringen |
| ------------------------------------------------------------------- | --------------------------------------------------------------------- | ----------------------------------------------------------------------- |
| —                                                                   | —                                                                     | —                                                                       |

Der Leichtathletikverband von Ungarn nahm an den Leichtathletik-Weltmeisterschaften 2022 in Eugene mit einer Athletin und einem Athleten teil.

## Ergebnisse

### Männer

#### Sprung/Wurf
| Athlet       | Disziplin  | Qualifikation | Qualifikation | Finale     | Finale |
| Athlet       | Disziplin  | Weite/Höhe    | Platz         | Weite/Höhe | Platz  |
| ------------ | ---------- | ------------- | ------------- | ---------- | ------ |
| Bence Halász | Hammerwurf | 79,13 m       | 04            | 80,15 m PB | 05     |

### Frauen

#### Siebenkampf
| Athletin      | Disziplin | 100 m Hürden | Hochsprung | Kugelstoßen | 200 m   | Weitsprung | Speerwurf | 800 m | Punkte | Platz |
| ------------- | --------- | ------------ | ---------- | ----------- | ------- | ---------- | --------- | ----- | ------ | ----- |
| Xénia Krizsán | Ergebnis  | 13,46 s      | 1,74 m     | 14,08 m SB  | 24,82 s | NM         | DNF       | DNF   | DNF    | DNF   |
| Xénia Krizsán | Punkte    | 1056         | 903        | 799         | 903     | 0          | DNF       | DNF   | DNF    | DNF   |